# الکلاسیکو فوتسال ایران
هماوردی مس سونگون و گیتی پسند مسابقه فوتسال بین دو تیم مس سونگون و گیتی پسند است. این بازی مهم‌ترین دیدار لیگ برتر فوتسال است که به نام ال کلاسیکو فوتسال ایران نیز شناخته می‌شود.
بعد از شکل گیری منظم رقابت های لیگ برتر فوتسال در اوایل دهه هشتاد شمسی ، چندین سال طول کشید تا این رشته ورزشی مورد توجه عموم مردم و رسانه ها قرار گیرد ، مخصوصا بعد از بازی های جذاب و تماشاگر پسند تیم ملی در رقابت های قاره‌ای و ملی ، کم کم شور و اشتیاق مردم برای تماشای فوتسال افزایش یافت و بدین سبب این ورزش سالنی جای در بین ورزش های محبوب ایرانیان گرفت ، البته مردم به صورت غیر رسمی و دوستانه مسابقات فوتسال بسیاری را در عنوان و قالب جام رمضان انجام میداند اما ورود فوتستال علتی بر استعداد یابی فراوان در داخل سالن هاو متعاقب آن پیشرفت سریع فوتسال ایران شد.
بعد از انحلال تیم های مدعی همچون شن سا ساوه و تام ایران خودرو و امثال این باشگاه ها در اواخر دهه هشتاد تیم های مدعی دیگر همچون منصوری قرچک یا فولاد ماهان توانستند جام لیگ برتر را ببرند و تنور لیگ برتر فوتسال را گرم تر کنند ، با قهرمانی منصوری قرچک و فولاد ماهان ، فوتسال ایران از تک قطبی بودن خود از تهران دیگر در آمده بود و جای خود را به تیم های غیر تهرانی (شهرستانی ها) جای داد به طوری که استان ها و شهر هایی همچون اصفهان ، قرچک ، مازندران ، قم ، تبریز و دیگر مناطق فوتسال را به عنوان یکی از ورزش های مهم استان خود تلقی نمودند
او اواخر دهه هشتاد با تاسیس باشگاه گیتی پسند - دبیری تبریز - مس سونگون - تاسیسات دریایی تهران و قدرت پیدا کردن ملی حفاری اهواز و صبای قم فوتسال لیگ برتر ایران حساس تر و جذاب تر شد به طوری که گاهی قهرمان در روز های پایانی بین سه تا چهار تیم نامشخص بود
بعد از قهرمانی دبیری تبریز و گیتی پسند و تاسیسات دریایی ، اینبار نوبت تیمی بود که پس از سه چهار سال بعد از تاسیس توانسته بود جام قهرمانی را به دیار آذربایجان ببرد و آن تیمی نبود جز مس سونگون ورزقان ، تیمی که از زمان حضور در لیگ برتر فوتسال مدعی بود و در بالای جدول حضور داشت در سال ۱۳۹۶ قهرمانی خود را در لیگ برتر فوتسال جشن گرفت و با قهرمانی های این تیم و گیتی پسند کم کم رقابت های لیگ برتر فوتسال وارد دو قطبی مس-گیتی شد و از سال ۱۳۹۵ تیمی نبوده که بتواند جام را از چنگ اصفهانی ها و تبریزی ها در بیاورد.
اولین بازی این دو تیم در هجده مهر ماه سال ۹۳ برگزار شد که با برتری مسی ها به اتمام رسید ، به جز یک بازی هیچوقت این دو تیم بازی را با نتیجه بدون گل به اتمام نرساندند و پرگل ترین بازی میان دو تیم برتری هشت بر پنج مس سونگون در لیگ ۹۳-۹۴ فوتسال بود و آخرین دیدار این دو تیم که با حضور ۷۵۰۰ نفر در سالن شش هزار نفری پورشریفی در تبریز برگزار شد نیز با برتری چهار بر دو گیتی پسند به اتمام رسید ، در سالیان اخیر برنده بازی عموما قهرمان آن دوره می‌شود یا تاثیر بسیاری بر قهرمانی آن تیم در انتهای فصل را دارد ، لاله های نارنجی و گیتیزن ها به اقتباس از نارنجی پوش بودن مس سونگون همچون  تیم ملی هلند و هجومی بازی کردن گیتی پسند مانند تیم منچستر سیتی به آنها ملقب شده است.
اما در سالیان اخیر با تزریق پول به فوتسال ایران و به موازات آن قدرت گرفتن تیم هایی غیر از این دو تیم همچون پالایش نفت بندرعباس ، گهرزمین سیرجان و سایر تیم ها ، لیگ برتر فوتسال از جذابیت بالایی برخوردار است و این جذابیت باعث پیشرفت تیم ملی فوتسال ایران خواهد شد.
| #  | تاریخ      | نتیجه   | گیتی پسند                                                                                                 | مس سونگون                                                                                          | شهر    | مسابقات                                 | توضیحات                                    |
| -- | ---------- | ------- | --- | -------------------------------------------------------------------------------------------------- | ------ | --------------------------------------- | ------------------------------------------ |
| ۱  | ۱۳۹۳-۰۷-۱۸ | ۴-۱     | احمد اسماعیل‌پور                                                                                           | بابک نصیری (۲ گل) ، حمیدرضا یوسفی ، مرتضی عزتی                                                     | تبریز  | لیگ برتر فوتسال ۱۳۹۳ هفته هفتم          | اولین بازی دو تیم ، اولین برد مس سونگون    |
| ۲  | ۱۳۹۳-۱۱-۱۰ | ۸-۵     | محمد طاهری (۳ گل) ، احمد اسماعیل‌پور ، سعید افشار                                                          | حمید رضا یوسفی (۳ گل) ، مسلم رستمی ها (۲ گل) ، مجید رضایی ، دیگو داسیلوا ، مرتضی عزتی              | اصفهان | لیگ برتر فوتسال ۱۳۹۳ هفته بیستم         | پرگل ترین پیروزی مس سونگون                 |
| ۳  | ۱۳۹۴-۰۵-۳۰ | ۳-۵     | مهدی جاوید (۳ گل) ، مهران عالیقدر (۲ گل)                                                                  | بلو (۲ گل) ، محمد حسین درخشانی                                                                     | اصفهان | لیگ برتر فوتسال ۱۳۹۳ هفته ششم           | اولین برد گیتی پسند                        |
| ۴  | ۱۳۹۴-۰۹-۰۸ | ۳-۲     | مهدی جاوید ، مهران عالیقدر                                                                                | حسین طیبی (۲ گل) ، بلو                                                                             | تبریز  | لیگ برتر فوتسال ۱۳۹۴ هفته نوزدهم        |                                            |
| ۵  | ۱۳۹۵-۰۸-۲۳ | ۱-۳     | مهدی جاوید ، علی اصغر حسن زاده ، افشین کاظمی                                                              | تاینان داسیلوا                                                                                     | اصفهان | لیگ برتر فوتسال ۱۳۹۵ هفته دهم           |                                            |
| ۶  | ۱۳۹۵-۱۱-۲۸ | ۴-۲     | مهدی جاوید ، احمد اسماعیل‌پور                                                                              | بلو (۲ گل)‌ ، تاینان داسیلوا ، میثم خیام                                                            | تبریز  | لیگ برتر فوتسال ۱۳۹۵ هفته بیست و سوم    |                                            |
| ۷  | ۱۳۹۶-۰۷-۱۲ | ۳-۳     | احمد اسماعیل‌پور ، علی اصغر حسن زاده ، مهرداد جابری                                                        | بلو (۲ گل)‌ ، محمدرضا سنگ‌سفیدی ، مرتضی عزتی                                                         | تبریز  | لیگ برتر فوتسال ۱۳۹۶ هفته دوازدهم       | اولین تساوی بین دو تیم                     |
| ۸  | ۱۳۹۶-۱۰-۱۴ | ۵-۴     | احمد اسماعیل‌پور (۲ گل) ، علی اصغر حسن زاده ، مسعود دانشور                                                 | علیرضا عسگری‌کهن (۲ گل) ، فرهاد فخیم ، سعید تقی‌زاده ، بلو                                           | اصفهان | لیگ برتر فوتسال ۱۳۹۶ هفته بیست و پنجم   |                                            |
| ۹  | ۱۳۹۷-۰۶-۱۵ | ۴-۳     | مهدی جاوید ، سعید احمدعباسی ، محمد شجری                                                                   | مرتضی عزتی ، علیرضا عسگری‌کهن ، فرهاد فخیم ، ابوالقاسم عروجی                                        | تبریز  | لیگ برتر فوتسال ۱۳۹۷ هفته نهم           |                                            |
| ۱۰ | ۱۳۹۷-۱۰-۰۵ | ۴-۵     | مهدی جاوید ، سعید احمدعباسی ، مرتضی عزتی ، مهران عالیقدر ، محمد شجری (گل به خودی)                         | ابوالقاسم عروجی (۲ گل) ، بابک نصیری ، علیرضا عسگری‌کهن                                              | اصفهان | لیگ برتر فوتسال ۱۳۹۷ هفته بیست و دوم    |                                            |
| ۱۱ | ۱۳۹۷-۱۲-۰۹ | ۰-۰     | | | تبریز  | لیگ برتر فوتسال ۱۳۹۷ فینال              | دور رفت (قهرمان ، مجموع نتایج رفت و برگشت) |
| ۱۲ | ۱۳۹۷-۱۲-۱۶ | ۵-۳     | مهدی جاوید ، سعید احمدعباسی ، محمد شجری                                                                   | سعید تقی‌زاده (۲ گل) ، علیرضا عسگری‌کهن (۲ گل) ، فرهاد فخیم                                          | اصفهان | لیگ برتر فوتسال ۱۳۹۷ فینال              | دور برگشت (قهرمانی مس سونگون)              |
| ۱۳ | ۱۳۹۸-۰۶-۲۷ | ۳-۲     | محمدرضا سنگ‌سفیدی ، محمد حسین درخشانی                                                                      | سعید تقی‌زاده (۲ گل) ، علیرضا عسگری‌کهن ، مهدی جاوید ، محمد شجری                                     | تبریز  | لیگ برتر فوتسال ۱۳۹۸ هفته سیزدهم        |                                            |
| ۱۴ | ۱۳۹۸-۱۰-۲۲ | ۲-۲     | سعید احمدعباسی ، مهدی مهدی‌خانی                                                                            | سامان دشن ، میثم خیام                                                                              | اصفهان | لیگ برتر فوتسال ۱۳۹۸ هفته بیست و ششم    |                                            |
| ۱۵ | ۱۳۹۹-۰۳-۳۰ | ۴-۳     | سعید احمدعباسی ، حمید احمدی ، مرتضی عزتی                                                                  | فرهاد فخیم (۳ گل) ، سعید تقی‌زاده                                                                   | اصفهان | لیگ برتر فوتسال ۱۳۹۸ فینال              | دور رفت (قهرمان : ۲ برد از ۳ بازی)         |
| ۱۶ | ۱۳۹۹-۰۴-۰۶ | ۳(۶-۵)۳ | سعید احمدعباسی ، علی اصغر حسن زاده ، مرتضی عزتی                                                           | میثم خیام (۲ گل) ، مهدی جاوید                                                                      | تبریز  | لیگ برتر فوتسال ۱۳۹۸ فینال              | دور برگشت (قهرمانی مس سونگون)              |
| ۱۷ | ۱۳۹۹-۱۲-۲۰ | ۳-۲     | قدرت بهادری ، وحید شفیعی                                                                                  | بابک نصیری ، سالار آقاپور ، محمد زارعی                                                             | اصفهان | لیگ برتر فوتسال ۱۳۹۹ دور دوم - هفته اول |                                            |
| ۱۸ | ۱۴۰۰-۰۱-۲۹ | ۰-۴     | سعید احمدعباسی (۲ گل) ، علی اصغر حسن زاده ، علیرضا وفایی                                                  | | تبریز  | لیگ برتر فوتسال ۱۳۹۹ دور دوم - هفته ششم |                                            |
| ۱۹ | ۱۴۰۰-۰۸-۲۱ | ۳-۳     | علی اصغر حسن زاده (۲ گل) ، سعید احمدعباسی                                                                 | علیرضا عسگری‌کهن (۲ گل) ، محمد حسین درخشانی                                                         | تبریز  | لیگ برتر فوتسال ۱۴۰۰ هفته نهم           |                                            |
| ۲۰ | ۱۴۰۰-۱۱-۲۹ | ۱-۳     | سعید احمدعباسی (۲ گل) ، محمدرضا سنگ‌سفیدی                                                                  | ابوالقاسم عروجی                                                                                    | اصفهان | لیگ برتر فوتسال ۱۴۰۰ هفته بیست و دوم    |                                            |
| ۲۱ | ۱۴۰۱-۰۸-۱۳ | ۳-۷     | علی مروتی (۲ گل) ، مهدی کریمی ، علیرضا وفایی ، فرهاد توکلی ، علی اصغر حسن‌زاده ، علیرضا صمیمی (گل به خودی) | مجتبی پارساپور ، حمید احمدی ، مرتضی عزتی                                                           | اصفهان | لیگ برتر فوتسال ۱۴۰۱ ، هفته دوازدهم     | پرگل ترین برد گیتی پسند                    |
| ۲۲ | ۱۴۰۱-۱۱-۲۰ | ۴-۱     | مهدی کریمی                                                                                                | سالار آقاپور (۲ گل) ، حمزه کدخدایی ، مهدی جاوید                                                    | تبریز  | لیگ برتر فوتسال ۱۴۰۱ ، هفته بیست و پنجم | قطعی شدن قهرمانی مس سونگون                 |
| ۲۳ | ۱۴۰۲-۰۸-۱۹ | ۴-۶     | مهدی کریمی ، بهداد شیخ احمدی ، علیرضا رفیعی پور ، امیرحسین داودی ، محمدرضا سنگ‌سفیدی ، محمد رضا درخشانی    | فرهاد فخیم ، مرتضی عزتی ، علی اصغر حسن زاده ، علیرضا رفیعی پور (گل به خودی)                        | اصفهان | لیگ برتر فوتسال ۱۴۰۲ ، هفته سیزدهم      |                                            |
| ۲۴ | ۱۴۰۲-۱۲-۱۴ | ۳-۲     | محمد رضا درخشانی ، علیرضا عسگری‌کهن                                                                        | فرهاد فخیم ، مرتضی عزتی ، مجتبی پارساپور                                                           | تبریز  | لیگ برتر فوتسال ۱۴۰۲ ، هفته بیست و ششم  | تنها باخت گیتی پسند در لیگ فوتسال ۱۴۰۲     |
| ۲۵ | ۱۴۰۳-۰۵-۱۶ | ۶-۶     | مسعود یوسف (۲ گل) ، مهدی کریمی ، محمد حسین درخشانی ، مهدی جاوید (گل به خودی) ، امیرحسین داودی             | علی اصغر حسن زاده (۲ گل) ، فرهاد فخیم ، محمد نجف زنگی ، مهدی جاويد ، علیرضا رفیعی پور (گل به خودی) | اصفهان | لیگ برتر فوتسال ۱۴۰۳ ، هفته ششم         | پرگل ترین مساوی بین دو تیم                 |
| ۲۶ | ۱۴۰۳-۱۰-۲۸ | ۲-۴     | سعید احمدعباسی(۲ گل) ، مهدی کریمی ، علی خلیلوند                                                           | فرهاد فخیم ، حسین سبزی                                                                             | تبریز  | لیگ برتر فوتسال ۱۴۰۳ ، هفته نوزدهم      | پرتماشاگرترین دیدار دو تیم                 |
| ۲۷ | ۱۴۰۴-۰۷-۰۶ | -       | | | تبریز  | لیگ برتر فوتسال ۱۴۰۴ ، هفته دهم         | -                                          |

| بازی | تیم           |
| ---- | ------------- |
| ۸    | برد گیتی پسند |
| ۱۲   | برد مس سونگون |
| ۶    | تساوی         |

## خلاصه نتایج

### مجموع مسابقات
| تیم       | بازی | برد | تساوی | باخت | گل‌های‌زده | گل‌های‌خورده | تفاضل‌گل | امتیاز |
| --------- | ---- | --- | ----- | ---- | -------- | ---------- | ------- | ------ |
| مس سونگون | ۲۶   | ۱۲  | ۶     | ۸    | ۸۵       | ۸۴         | ۱+      | ۴۲     |
| گیتی پسند | ۲۶   | ۸   | ۶     | ۱۲   | ۸۴       | ۸۵         | ۱-      | ۳۰     |

### نتایج در لیگ برتر
| رقابت    | بازی | برد مس سونگون | تساوی | برد گیتی پسند | گل‌زده مس سونگون | گل‌زده گیتی پسند |
| -------- | ---- | ------------- | ----- | ------------- | --------------- | --------------- |
| لیگ برتر | ۲۶   | ۱۲            | ۶     | ۸             | ۸۵              | ۸۴              |

| رتبه | نام               | تیم                 | گل |
| ---- | ----------------- | ------------------- | -- |
| ۱    | مهدی جاوید        | گیتی پسند/مس سونگون | ۱۳ |
| ۲    | سعید احمدعباسی    | گیتی پسند           | ۱۲ |
| ۳    | علی اصغر حسن زاده | گیتی پسند/مس سونگون | ۱۱ |
| ۴    | مرتضی عزتی        | گیتی پسند/مس سونگون | ۱۰ |
| ۴    | فرهاد فخیم        | مس سونگون           | ۱۰ |
| ۴    | علیرضا عسگری‌کهن   | گیتی پسند/مس سونگون | ۱۰ |

| - علی اصغر حسن زاده - مهدی جاوید - محمد شجری - مرتضی عزتی - محمد حسین درخشانی - محمدرضا سنگ‌سفیدی - علیرضاعسگری‌کهن - فرهاد فخیم - علیرضا وفایی - مسلم اولادقباد - حمید احمدی |

● پرگل ترین دیدار دو تیم ، بازی دوم بود که با نتیجه ۸ بر ۵ به نفع مس سونگون و با سیزده گل به اتمام رسید
● مس سونگون از اسفند ماه ۱۳۹۷ تا فروردین ۱۴۰۰ در هفت بازی پیاپی در مقابل گیتی پسند شکست نخورد و طولانی ترین روند شکست ناپذیری یکی از دو تیم را به ثبت رساند 
● گیتی پسند هم به مدت یک سال و چهار بازی در مقابل مس سونگون هیچگاه بازنده از میدان خارج نشد
● این دو تیم از سال ۱۳۹۵ قهرمانی های لیگ برتر فوتسال را بین خود تقسیم کردند که ۵ بار مس سونگون و ۴ بازی نیز گیتی پسند این عنوان را تصاحب کردند
● مس سونگون رکورد متوالی ترین قهرمانی را در لیگ برتر فوتسال با ۴ قهرمانی پیاپی در اختیار دارد (از سال ۱۳۹۶ تا ۱۴۰۰) 
● گیتی پسند در حالی فقط یک بار در تبریز حریف خود را مغلوب ساخته که مس سونگون توانسته ۵ بار اصفهانی ها را در شهر خود شکست دهد و از این حیث رکورد دار است
● در فصل ۱۴۰۲ ، در حالی که گیتی پسند ۲۵ بازی از ۲۶ بازی لیگ را با آمار فوق العاده ۲۴ برد و یک تساوی ادامه می‌داد و نیاز به یک مساوی داشت تا اولین قهرمان بدون باخت لیگ برتر فوتسال شود ، در هفته بیست و ششم مغلوب رقیب سنتی خود ، مس سونگون شد و نتوانست قهرمانی خود را با رکود تاریخی برجای بگذارد
● جنجالی ترین بازی تاریخ این دو تیم به دور رفت فصل ۱۴۰۳ در اصفهان برمی‌گردد که با تساوی ۶ بر ۶ به اتمام رسید ، احکام انضباطی فدراسیون فوتبال به حدی شدید بود که بازی بعدی مس سونگون مقابل فولاد هرمزگان با محرومیت سرمربی ، کادر فنی و بیش از پنج بازیکن مس برگزار شود
● علیرضا افضل تنها سرمربی مشترک تاریخ دو باشگاه می باشد که با هر دو تیم هم قهرمانی لیگ را کسب کرده است
● هر دو تیم در لیگ قهرمانان فوتسال آسیا یک قهرمانی را به دست آورده اند
● پرتماشاگر ترین بازی تاریخ بین گیتی پسند و مس سونگون‌ ، مربوط به بازی برگشت لیگ برتر فوتسال ۱۴۰۳ است که در سالن شش هزار نفری پورشریفی تبریز ، بیش از هفت هزار تماشاگر در این سالن جای گرفته بودند ، اما نتیجه به کام طرفداران نشد!